# Кастрильон Гомес, Мелисса
Мели́сса Кастрильо́н Го́мес (исп. Melissa Castrillón Gómez; род. в 1995 году) — колумбийская шахматистка, международный мастер среди женщин (2012).

## Биография
В 2009 году в Мар-дель-Плате победила на юношеском чемпионате Панамерики среди девушек в возрастной группе U14. В 2011 году в Ла-Сехе победила на зональном турнире стран Южной Америки. За этот успех получила звание международного мастера среди женщин и право участвовать в чемпионате мира среди женщин. В 2012 году в Ханты-Мансийске дебютировала на чемпионате мира по шахматам среди женщин, где в первом туре проиграла Надежде Косинцевой.
Представляла Колумбию на четырех шахматных олимпиадах (2012—2018), где в индивидуальном зачете завоевала серебряную (2012) медаль.